# Роб Маршъл
Робърт Дойл Маршъл младши (на английски: Robert Doyle Marshall Jr.) е американски филмов и театрален режисьор, продуцент, хореограф и бивш танцьор. Той е известен с режисурата на филмовата версия на бродуейския мюзикъл „Чикаго“, който е базиран на едноименния мюзикъл от Морийн Далас Уоткинс. Също така е известен с режисурата на филмите „Мемоарите на една гейша“ (2005), „Девет“ (2009), „Карибски пирати: В непознати води“ (2011), „Вдън горите“ (2014), „Мери Попинз се завръща“ (2018) и „Малката русалка“ (2023).

## Биография
Маршъл е роден на 17 октомври 1960 г. в Мадисън, Уисконсин. Неговият баща, Робърт Дойл Маршъл старши, е доктор по философия в Уисконсинския университет, а майка му Ан е учителка. Неговата по-малка сестра Катлийн е хореографка и режисьорка като него.
Маршъл завършва университета „Карнеги Мелън“ през 1982 г., и след завършването си играе в театъра в Питсбърг. Играе в трупи като тази на Pittsburgh Civic Light Opera.

## Кариера
Маршъл работи като танцьор в различни представления на Бродуей, но се разболява от дискова херния след участието си в „Котките“. Той избира да се насочи към хореографията и режисурата след своето възстановяване.
Той дебютира във филмовата индустрия с телевизионната адаптация на мюзикъла „Ани“ от Чарлз Страуз и Мартин Чарнин. През 2002 г. режисира филмовата адаптация на мюзикъла „Чикаго“, който получава номинация „Оскар“ за най-добра режисура. Неговия следващия филм е драмата „Мемоарите на една гейша“, който е адаптация на книгата, написана от Артър Голдън, и участват Джан Дзъи, Гонг Ли, Мишел Йео и Кен Уатанабе. Филмът печели три награди „Оскар“ и печели 162,2 млн. щ.д. в световен мащаб.
През 2009 г. Маршъл режисира „Девет“, който е адаптация на едноименния броудейски мюзикъл, които участват Даниъл Дей-Люис, Марион Котияр, Никол Кидман, София Лорен и Пенелопе Круз, която получава номинация „Оскар“ за най-добра поддържаща роля. През август обяви, че ще режисира „Карибски пирати: В непознати води“, четвъртата част на филмовата поредица на Дисни „Карибски пирати“ с участието на Джони Деп, Пенелопе Круз, Иън Макшейн и Джефри Ръш, чиято премиера е на 20 май 2011 г. и печели 1 млрд. долара в световен мащаб.
След като работи по четвъртия филм на „Карибски пирати“, Маршъл режисира филмовата адаптация на Дисни – „Вдън горите“ (2014) на Стивън Сондхейм, и е продуцира филма под етикета Lucamar Productions. Неговият следващ филм е продължението на филма „Мери Попинз“ (1964) със заглавието „Мери Попинз се завръща“, с участието на Емили Блънт и Мерил Стрийп.
През декември 2017 г. Маршъл режисира игралната адаптация на „Малката русалка“ с участието на Хали Бейли, Джона Хауер-Кинг, Мелиса Маккарти и Хавиер Бардем, която излиза по кината на 26 май 2023 г.

## Личен живот
Маршъл е хомосексуален.
От 2007 г. живее в Ню Йорк Сити с партньора си – продуцента Джон Делука, с когото е заедно от 80-те години. През 2004 г. купуват лятна къща в Сагапонак, Ню Йорк, част от Хамптънс за 4,2 млн. щ.д.

## Филмография

### Филми
| Година | Заглавие                          | Режисьор | Продуцент | Хореограф |
| ------ | --------------------------------- | -------- | --------- | --------- |
| 2002   | Чикаго                            | Да       | Не        | Да        |
| 2005   | Мемоарите на една гейша           | Да       | Не        | Не        |
| 2009   | Девет                             | Да       | Да        | Да        |
| 2011   | Карибски пирати: В непознати води | Да       | Не        | Не        |
| 2014   | Вдън горите                       | Да       | Да        | Да        |
| 2018   | Мери Попинз се завръща            | Да       | Да        | Да        |
| 2023   | Малката русалка                   | Да       | Да        | Не        |

### Телевизия
| Година | Заглавие                                                        | Хореограф | Режисьор | Бележки                                        |
| ------ | --------------------------------------------------------------- | --------- | -------- | ---------------------------------------------- |
| 2001   | The Kennedy Center Honors: A Celebration of the Performing Arts | Не        | Да       | ТВ събитие                                     |
| 2013   | Оскари 2013                                                     | Да        | Не       | ТВ събитие; сегмента All that Jazz от „Чикаго“ |

ТВ филми
| Година | Заглавие                        | Хореограф | Режисьор | Изпълнителен продуцент |
| ------ | ------------------------------- | --------- | -------- | ---------------------- |
| 1995   | Виктор и Виктория               | Да        | Не       | Не                     |
| 1996   | Госпожа Коледа                  | Да        | Не       | Не                     |
| 1997   | Пепеляшка                       | Да        | Не       | Не                     |
| 1999   | Ани                             | Да        | Да       | Не                     |
| 2006   | Тони Бенет: Американска класика | Да        | Да       | Да                     |